# Влияние Катара на высшее образование в США
Влияние Катара на высшее образование в США — феномен, связанный с крупномасштабными пожертвованиями, предоставляемыми Катаром американским университетам. Исследователи отмечают, что это усиливает влияние Катара на академическую и социально-политическую среду США, подрывает демократические и либеральные ценности, ограничивает свободу слова и академическую независимость, а также ведёт к распространению антисионистской риторики и антисемитизма в кампусах.

## Объёмы финансирования
С 1981 года колледжи и университеты США получили около 55 млрд долларов из иностранных источников. Почти четверть этой суммы (13,1 млрд долларов) поступила от арабских правительств, учреждений и частных лиц. 83% арабского финансирования были обеспечены тремя странами: Катаром (6 млрд долларов), Саудовской Аравией (3,5 млрд долларов) и ОАЭ (1,5 млрд долларов).
В 2022 году Научно-исследовательский институт сетевого заражения (NCRI) опубликовал отчёт, согласно которому из $13 млрд иностранного финансирования, предоставленного американским университетам с 2001 по 2021 год, $4,7 млрд поступили из Катара. Многие из этих пожертвований не декларируются. Отмечается значительный рост донорских средств и академических должностей, финансируемых Катаром.

## Влияние
Исследователи отмечают, что значительное финансирование из Катара способствует распространению антизападных настроений в американских университетах. В частности, пожертвования направляются на программы и исследования, поддерживающие критику западных демократических ценностей и институтов. Подобное влияние вызывает озабоченность у экспертов, поскольку оно ограничивает свободу слова и академическую свободу, способствует снижению толерантности к плюрализму мнений, что подрывает фундаментальные либеральные ценности, на которых основана система высшего образования в США.
Катарское финансирование также способствует распространению антисионистских и антисемитских настроений в университетах, направляя средства на кафедры и программы, критикующие Израиль и поддерживающие пропалестинских активистов, таких как «Студенты за справедливость в Палестине» (SJP). По данным ряда исследований, такая поддержка усиливает антиизраильские настроения и способствует росту антисемитизма среди студентов и преподавателей. Отмечается корреляция между катарскими пожертвованиями и масштабом антисемитских инцидентов и актов насилия в кампусах.
В частности, Гарвардский университет, как один из крупнейших получателей катарских средств, оказался в центре критики за неспособность противостоять антисемитизму. Резонансные инциденты и неоднозначные высказывания представителей администрации привели к значительному снижению пожертвований и привлекли внимание политиков, включая конгрессмена Ричи Торреса, назвавшего ситуацию «кризисом репутации» Гарварда.
Некоторые американские университеты, такие как Северо-Западный университет, Корнеллский университет и Джорджтаунский университет, открыли филиалы в Катаре. Это обеспечивает университетам доступ к катарским грантам и поддержке программ через такие структуры, как Qatar Foundation, которые способствуют продвижению политической повестки Катара и антисионистских идей, ограничивая доступ к противоположным мнениям.
Согласно отчёту Национальной ассоциации учёных (NAS) под названием Shadows of Influence, ограничения в законе США о раскрытии иностранных пожертвований (раздел 117 Закона о высшем образовании) позволяют университетам не декларировать часть средств, поступающих из Катара, что затрудняет контроль за влиянием и вызывает опасения по поводу прозрачности и национальной безопасности.
Во время войны между Израилем и ХАМАС, начавшейся нападением ХАМАС 7 октября 2023 года, получили широкое распространение пропалестинские протесты в кампусах ряда университетов США, где студенты и активисты выступали с лозунгами, расценёнными рядом экспертов как антисемитские и призывающие к уничтожению Израиля; имели место угрозы еврейским студентам. Эксперты связывают подобные выступления с катарским финансированием, которое укрепляет позиции пропалестинских групп в кампусах.

## Оценки
Эксперты считают, что катарское финансирование служит инструментом мягкой силы, продвигая интересы Катара в США, что вызывает обеспокоенность у наблюдателей. Крупные пожертвования, направляемые через такие структуры, как Qatar Foundation, создают условия, при которых на американские университеты оказывается давление, способствующее продвижению ими катарских интересов. Это, по оценкам исследователей, ограничивает академическую независимость и свободу слова. Аналитики указывают, что это влияние распространяется на учебные программы и студенческую жизнь, способствуя распространению антизападной, антиизраильской и пропалестинской риторики.

### Комментарии
1. ↑  ХАМАС признан террористической организацией в ЕС, Австралии, Аргентине, Великобритании, Израиле, Канаде, Новой Зеландии, Парагвае, США и Японии. Его деятельность также запрещена в Иордании.